# Władimir Draczow
Władimir Pietrowicz Draczow (ros.: Владимир Петрович Драчёв; biał. Уладзімір Пятровіч Драчоў, Uładzimir Piatrowicz Draczou; ur. 7 marca 1966 w Pietrozawodsku) – biathlonista rosyjski, reprezentujący też ZSRR, a od 2002 roku Białoruś. Dwukrotny medalista olimpijski, wielokrotny medalista mistrzostw świata oraz zdobywca Pucharu Świata.

## Kariera
W Pucharze Świata zadebiutował 11 marca 1988 roku w Oslo, zajmując dwunaste miejsce w biegu indywidualnym. Tym samym już w swoim debiucie zdobył pierwsze punkty. Na podium zawodów tego cyklu po raz pierwszy stanął 15 marca 1988 roku w Keuruu, kończąc sprint na drugiej pozycji. W zawodach tych rozdzielił Eirika Kvalfossa z Norwegii i Fritza Fischera z RFN. W kolejnych startach jeszcze 31 razy stawał na podium, odnosząc przy tym 15 zwycięstw. Czterokrotnie triumfował w biegu indywidualnym: 8 grudnia 1994 roku w Bad Gastein, 18 stycznia 1996 roku w Osrblie, 12 marca 1998 roku w Hochfilzen i 23 stycznia 2003 roku w Anterselvie, osiem razy zwyciężał w sprincie: 20 stycznia 1996 roku w Osrblie, 9 lutego 1996 roku w Ruhpolding, 9 marca 1996 roku w Pokljuce, 16 marca 1996 roku w Hochfilzen, 7 marca 1998 roku w Pokljuce, 14 marca 1998 roku w Hochfilzen, 8 stycznia 1999 roku w Oberhofie i 15 lutego 2003 roku w Oslo, dwukrotnie wygrywał bieg pościgowy: 8 marca 1998 roku w Pokljuce i 23 lutego 2003 roku w Östersund, a 19 grudnia 1999 roku w Pokljuce był najlepszy w biegu masowym. Ostatnie podium w zawodach tego cyklu wywalczył 13 marca 2004 roku w Oslo, zajmując trzecie miejsce w biegu masowym. Najlepsze wyniki osiągał w sezonie 1995/1996, kiedy zwyciężył w klasyfikacji generalnej oraz klasyfikacjach biegu indywidualnego i sprintu. Ponadto w sezonie 2002/2003 był drugi w klasyfikacji generalnej, przegrywając tylko z Norwegiem Ole Einarem Bjørndalenem. W tym samym sezonie był drugi w klasyfikacji biegu masowego i trzeci w klasyfikacji sprintu.
W 1994 roku wystąpił na igrzyskach olimpijskich w Lillehammer, gdzie wspólnie z Walerijem Kirijenko, Siergiejem Tarasowem i Siergiejem Czepikowem zdobył dla Rosji srebrny medal w sztafecie. Był tam też czwarty w sprincie, przegrywając walkę o podium z Tarasowem o 1,5 sekundy. Na rozgrywanych cztery lata później igrzyskach w Nagano razem z Pawłem Muslimowem, Siergiejem Tarasowem i Wiktorem Majgurowem był trzeci w sztafecie. W startach indywidualnych zajął 12. miejsce w sprincie i 35. miejsce w biegu indywidualnym. Ponadto, już w barwach Białorusi, wystąpił na igrzyskach olimpijskich w Turynie w 2006 roku, zajmując 43. miejsce w biegu indywidualnym i 61. miejsce w sprincie.
Bieg drużynowy nie znalazł się w programie ZIO 1994, dlatego w tym samym roku zorganizowano mistrzostwa świata w Canmore, gdzie rozegrano tylko tę konkurencję. Tam reprezentacja Rosji w składzie: Władimir Draczow, Aleksiej Kobielew, Walerij Kirijenko i Siergiej Tarasow zdobyła srebrny medal. Wynik ten Rosjanie powtórzyli podczas mistrzostw świata w Ruhpolding dwa lata później, zdobywając też złoty medal w sztafecie (Majgurow, Draczow, Tarasow i Kobielew). Na tej samej imprezie Draczow zwyciężył w sprincie, wyprzedzając Majgurowa i Włocha René Cattarinussiego. Ponadto był też drugi w biegu indywidualnym, plasując się za Tarasowem a przed Białorusinem Wadimem Saszurinem.
Kolejne medale zdobył na mistrzostwach świata w Pokljuce/Hochfilzen w 1998 roku. Najpierw zwyciężył w biegu pościgowym, wyprzedzając Ole Einara Bjørndalena i Francuza Raphaëla Poirée. Następnie razem z kolegami z reprezentacji był trzeci w sztafecie. Na rozgrywanych rok później mistrzostwach świata w Kontiolahti/Oslo także dwukrotnie stawał na podium. W biegu masowym był drugi, ulegając tylko Niemcowi Svenowi Fischerowi. Srebro zdobył też w sztafecie, startując razem z Majgurowem, Siergiejem Rożkowem i Pawłem Rostowcewem. W konkurencji tej zdobył też dla Rosji złoty medal podczas mistrzostw świata w Oslo/Lahti w 2000 roku, wspólnie z Majgurowem, Rożkowem i Rostowcewem.
Jedyny medal dla Białorusi zdobył na mistrzostwach świata w Chanty-Mansyjsku w 2003 roku, gdzie wspólnie z Ołeksijem Ajdarowem, Rustamem Waliullinem i Olegiem Ryżenkowem był trzeci w sztafecie. Na tej samej imprezie był też piąty w sprincie i szósty w biegu pościgowym.
Zdobył również osiem medali mistrzostw Europy w tym złote w sztafecie i sprincie na mistrzostwach Europy w Ridnaun w 1996 roku oraz w sztafecie podczas mistrzostwach Europy w Langdorfie w 2006 roku.

## Osiągnięcia

### Igrzyska olimpijskie
| Rok  | Miejscowość | Konkurencje | Konkurencje | Konkurencje | Konkurencje | Konkurencje | Konkurencje | Konkurencje |
| Rok  | Miejscowość | IN          | SP          | PU          | MS          | RL          | MR          | SR          |
| ---- | ----------- | ----------- | ----------- | ----------- | ----------- | ----------- | ----------- | ----------- |
| 1994 | Lillehammer | –           | 4.          | nd.         | nd.         | 2.          | nd.         | –           |
| 1998 | Nagano      | 35.         | 12.         | nd.         | nd.         | 3.          | nd.         | –           |
| 2006 | Turyn       | 43.         | 61.         | –           | –           | –           | nd.         | –           |

### Mistrzostwa świata
| Rok  | Miejscowość         | Konkurencje | Konkurencje | Konkurencje | Konkurencje | Konkurencje | Konkurencje | Konkurencje |
| Rok  | Miejscowość         | IN          | SP          | PU          | MS          | RL          | MR          | SR          |
| ---- | ------------------- | ----------- | ----------- | ----------- | ----------- | ----------- | ----------- | ----------- |
| 1994 | Canmore             | –           | –           | nd.         | nd.         | –           | nd.         | –           |
| 1995 | Anterselva          | 5.          | 13.         | nd.         | nd.         | 8.          | nd.         | –           |
| 1996 | Ruhpolding          | 2.          | 1.          | nd.         | nd.         | 1.          | nd.         | –           |
| 1997 | Osrblie             | 20.         | 11.         | 4.          | nd.         | 8.          | nd.         | –           |
| 1998 | Pokljuka/Hochfilzen | nd.         | nd.         | 1.          | nd.         | nd.         | nd.         | –           |
| 1999 | Kontiolahti/Oslo    | 5.          | 25.         | 9.          | 12.         | 1.          | nd.         | –           |
| 2000 | Oslo/Lahti          | 19.         | 40.         | 13.         | 13.         | 3.          | nd.         | –           |
| 2003 | Chanty-Mansyjsk     | 38.         | 5.          | 6.          | 20.         | 3.          | nd.         | –           |
| 2004 | Oberhof             | 12.         | 43.         | DNS         | 16.         | 4.          | nd.         | –           |
| 2005 | Hochfilzen          | –           | 45.         | DNF         | –           | –           | nd.         | –           |
| 2006 | Pokljuka            | nd.         | nd.         | nd.         | nd.         | nd.         | 24.         | –           |

### Puchar Świata

#### Miejsca w klasyfikacji generalnej
| Sezon     | Miejsce |
| --------- | ------- |
| 1987/1988 | 21.     |
| 1988/1989 | 63.     |
| 1991/1992 | -       |
| 1993/1994 | 10.     |
| 1994/1995 | 9.      |
| 1995/1996 | 1.      |
| 1996/1997 | 25.     |
| 1997/1998 | 6.      |
| 1998/1999 | 12.     |
| 1999/2000 | 12.     |
| 2000/2001 | 80.     |
| 2001/2002 | -       |
| 2002/2003 | 2.      |
| 2003/2004 | 10.     |
| 2004/2005 | 71.     |
| 2005/2006 | 30.     |

#### Miejsca na podium chronologicznie
| Lp. | Dzień       | Rok  | Miejscowość | Konkurencja                | Lokata | Pudła   | Czas biegu | Strata  | Zwycięzca            |
| --- | ----------- | ---- | ----------- | -------------------------- | ------ | ------- | ---------- | ------- | -------------------- |
| 1.  | 15 marca    | 1988 | Keuruu      | Sprint na 10 km            | 2.     | 1       | 24:54,7    | +20,2   | Eirik Kvalfoss       |
| 2.  | 12 marca    | 1994 | Hinton      | Sprint na 10 km            | 2.     | 0+0     | 24:29,8    | +4,9    | Sven Fischer         |
| 3.  | 8 grudnia   | 1994 | Bad Gastein | Bieg indywidualny na 20 km | 1.     | 0+0+0+1 | 54:51,2    | –       | –                    |
| 4.  | 14 grudnia  | 1995 | Oslo        | Bieg indywidualny na 20 km | 3.     | 0+3+0+0 | 53:42,8    | +1:06,5 | Sven Fischer         |
| 5.  | 11 stycznia | 1996 | Anterselva  | Bieg indywidualny na 20 km | 2.     | 0+2+0+1 | 55:25,8    | +55,5   | Ole Einar Bjørndalen |
| 6.  | 13 stycznia | 1996 | Anterselva  | Sprint na 10 km            | 3.     | 0+0     | 26:13,1    | +15,4   | Ludwig Gredler       |
| 7.  | 18 stycznia | 1996 | Osrblie     | Bieg indywidualny na 20 km | 1.     | 0+0+0+0 | 49:18,8    | –       | –                    |
| 8.  | 20 stycznia | 1996 | Osrblie     | Sprint na 10 km            | 1.     | 0+0     | 24:25,9    | –       | –                    |
| 9.  | 4 lutego    | 1996 | Ruhpolding  | Bieg indywidualny na 20 km | 2.     | 0+0+0+2 | 52:03,2    | +2:06,1 | Siergiej Tarasow     |
| 10. | 9 lutego    | 1996 | Ruhpolding  | Sprint na 10 km            | 1.     | 0+1     | 26:52,3    | –       | –                    |
| 11. | 7 marca     | 1996 | Pokljuka    | Bieg indywidualny na 20 km | 2.     | 0+1+1+0 | 52:43,6    | +10,5   | Siergiej Rożkow      |
| 12. | 9 marca     | 1996 | Pokljuka    | Sprint na 10 km            | 1.     | 0+1     | 26:49,7    | –       | –                    |
| 13. | 14 marca    | 1996 | Hochfilzen  | Bieg indywidualny na 20 km | 3.     | 0+2+0+1 | 52:23,1    | +1:20,8 | Wiktor Majgurow      |
| 14. | 16 marca    | 1996 | Hochfilzen  | Sprint na 10 km            | 1.     | 0+2     | 24:08,5    | –       | –                    |
| 15. | 16 marca    | 1997 | Nowosybirsk | Bieg masowy na 15 km       | 3.     | 0+2+0+3 | 29:23,6    | +42,4   | Wolfgang Perner      |
| 16. | 7 marca     | 1998 | Pokljuka    | Sprint na 10 km            | 1.     | 0+1     | 23:21,8    | –       | –                    |
| 17. | 8 marca     | 1998 | Pokljuka    | Bieg pościgowy na 12,5 km  | 1.     | 0+1+1+0 | 36:30,3    | –       | –                    |
| 18. | 12 marca    | 1998 | Hochfilzen  | Bieg indywidualny na 20 km | 1.     | 0+1+0+0 | 53:02,9    | –       | –                    |
| 19. | 14 marca    | 1998 | Hochfilzen  | Sprint na 10 km            | 1.     | 0+1     | 27:07,2    | –       | –                    |
| 20. | 8 stycznia  | 1999 | Oberhof     | Sprint na 10 km            | 1.     | 0+0     | 27:44,6    | –       | –                    |
| 21. | 13 marca    | 1999 | Oslo        | Bieg masowy na 15 km       | 2.     | 0+0+1+1 | 39:39,9    | +9,9    | Sven Fischer         |
| 22. | 19 grudnia  | 1999 | Pokljuka    | Bieg masowy na 15 km       | 1.     | 0+0+3+0 | 42:33,9    | –       | –                    |
| 23. | 22 grudnia  | 2002 | Osrblie     | Bieg pościgowy na 12,5 km  | 3.     | 1+0+0+0 | 34:02,7    | +1:18,9 | Raphaël Poirée       |
| 24. | 12 stycznia | 2003 | Oberhof     | Bieg masowy na 15 km       | 2.     | 0+0+2+0 | 41:44,2    | +13,5   | Ole Einar Bjørndalen |
| 25. | 23 stycznia | 2003 | Anterselva  | Bieg indywidualny na 20 km | 1.     | 1+0+0+1 | 56:28,6    | –       | –                    |
| 26. | 15 lutego   | 2003 | Oslo        | Sprint na 10 km            | 1.     | 0+0     | 24:01,1    | –       | –                    |
| 27. | 20 lutego   | 2003 | Östersund   | Sprint na 10 km            | 2.     | 0+1     | 25:41,5    | +1,2    | Sven Fischer         |
| 28. | 23 lutego   | 2003 | Östersund   | Bieg pościgowy na 12,5 km  | 1.     | 0+0+0+1 | 35:23,9    | –       | –                    |
| 29. | 11 grudnia  | 2003 | Hochfilzen  | Sprint na 10 km            | 2.     | 1+0     | 26:25,6    | +6,6    | Lars Berger          |
| 30. | 14 grudnia  | 2003 | Hochfilzen  | Bieg pościgowy na 12,5 km  | 2.     | 1+0+2+2 | 44:29,9    | +1:03,6 | Ole Einar Bjørndalen |
| 31. | 8 stycznia  | 2004 | Pokljuka    | Sprint na 10 km            | 3.     | 1+0     | 24:13,6    | +20,7   | Raphaël Poirée       |
| 32. | 13 marca    | 2004 | Oslo        | Bieg masowy na 15 km       | 3.     | 1+0+0+1 | 35:48,7    | +5,5    | Raphaël Poirée       |